# Pierre Lecomte du Noüy
Pour les articles homonymes, voir Lecomte du Nouÿ et Lecomte.
Pierre Lecomte du Noüy (Paris, 20 décembre 1883 - New York, 22 septembre 1947) est un mathématicien, biophysicien, écrivain et philosophe français. Ses recherches concernent la tension superficielle des liquides. Officier de santé pendant la Grande Guerre, il a mis en relation la vitesse de cicatrisation des blessures et l'âge des patients.

## Biographie
Pierre Lecomte du Noüy est un descendant de Pierre Corneille, fils d'Hermine et d'André Lecomte du Nouÿ, tous deux membres du milieu littéraire et artistique.
Il s'inscrit à la Sorbonne en 1913, mais, en 1914, pendant la guerre, il rencontre Alexis Carrel qui l'initie aux méthodes scientifiques. Responsable d'un laboratoire de santé de l'Armée, ses recherches sur la vitesse de cicatrisation le font connaître des Américains. Il soutient sa thèse de doctorat en 1917 puis part pour les États-Unis.
Attaché (1919), puis membre associé (1920-1927) de l'Institut Rockefeller à New York, il devient chef de service à l'Institut Pasteur de Paris (1927-1936). Il est nommé en 1937 directeur d'étude à l'École pratique des hautes études de la Sorbonne.
En 1925, il propose une méthode pour déterminer la tension de surface des liquides. Cette méthode portera son nom : méthode de l'anneau de du Noüy.
C'est en 1928 qu'il écrit son premier article pour la Revue de Paris.
En 1939, il est à Paris lors de la déclaration de la guerre, mais réussit à quitter l'Europe pour les États-Unis en août 1943 où il poursuivra ses travaux et donnera, entre 1944 et 1945, de nombreuses conférences dans les camps militaires américains.
Il a écrit et fait publier plusieurs ouvrages philosophiques inspirés par sa conversion au christianisme (1942-1944).

## Publications
- Équilibres superficiels des solutions colloïdales (Masson 1929)
- La Tension superficielle et sa mesure, La Nature N°2857 - 15 mai 1931
- Méthodes physiques en biologie et en médecine (Baillière 1933)
- Le Temps et la vie (NRF Gallimard, L'avenir de la science 1936)
- La Température critique du sérum (Hermann 1936)
- L'Homme devant la science (Flammarion, Bibliothèque de philosophie scientifique 1939)
- L'Avenir de l'esprit (1941), prix Vitet de l’Académie française (1942)
- La Dignité humaine (1942)
- L'Homme et sa destinée (1947)

## Citations
- « L'homme est le seul être qui éprouve le besoin d'accomplir des actes inutiles. » (La Dignité humaine)
- « [L'homme] existe moins par les actes qu'il exécute pendant sa vie que par le sillage qu'il laissera derrière lui, comme une étoile filante. »
- « C'est dans ce qu'il y a de divin en l'homme, et non dans ce qu'il y a d'humain dans les doctrines qu'il faut chercher l'unité des religions. » (La dignité humaine, 153)
- « La liberté n'est pas qu'un privilège : elle est une épreuve. Nulle institution humaine n'a le droit d'en exempter un homme. » (id., 132)
- « Il n'existe pas d'autre voie vers la solidarité humaine que la recherche et le respect de la dignité individuelle. » (L'Homme et sa destinée)

## Sources
- Article de Jean-Marc Bissaud dans Histoire de la littérature française du XXe siècle
- Archives de l'institut Pasteur